# Hertie School
 (août 2019).
Si vous disposez d'ouvrages ou d'articles de référence ou si vous connaissez des sites web de qualité traitant du thème abordé ici, merci de compléter l'article en donnant les références utiles à sa vérifiabilité et en les liant à la section « Notes et références ».
La Hertie School est un établissement allemand d'enseignement supérieur fondé en 2003.
S’inspirant des écoles de politiques publiques américaines (public policy schools), elle forme à l’analyse et à la formulation de politiques publiques et au management des administrations.
La Hertie School est située dans le Quartier 110 de la Friedrichstrasse à Berlin, Mitte.

## Programmes

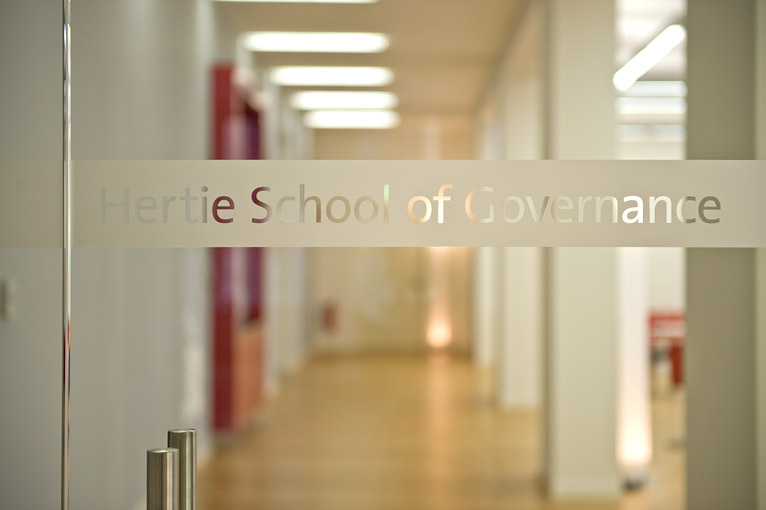
Hertie School

Le Master of Public Policy forme aux métiers de la gouvernance. Le programme, exclusivement en anglais, dure 2 ans. Interdisciplinaire, il associe des enseignements académiques en sciences politiques, relations internationales, sciences économiques et droit, ainsi que des enseignements professionnels en communication, négociation et management. Près de la moitié des 80 étudiants sont étrangers.
L’Executive Master of Public Administration est destiné à des professionnels avec plusieurs années d’expériences. L’enseignement, en anglais et en allemand, se concentre sur différents aspects du management des administrations publiques: management financier, management stratégique, communication, gestion des ressources humaines, management du changement organisationnel.
Les séminaires de formation continue (Executive Education) sont destinés à des professionnels souhaitant approfondir un domaine précis du management public. En anglais ou en allemand, ces séminaires sont organisés sur plusieurs jours.
Un programme de doctorat est proposé en association avec l’Université libre de Berlin.

## Échanges et double-diplômes
Des double-diplômes existent avec les Master of Public Administration de:
- la School of International and Public Affairs (SIPA) de l’Université Columbia
- la London School of Economics
- l'Institut d’études politiques de Paris
- l'Université Bocconi de Milan

Des échanges universitaires sont proposés avec:
- le Georgetown Public Policy Institute de l'Université de Georgetown
- le Terry Sanford Institute of Public Policy de l’Université Duke
- la Maxwell School of Citizenship and Public Affairs de l'Université de Syracuse
- la Graduate School of Public Policy de l'Université de Tokyo
- la Lee Kuan Yew School of Public Policy de l'Université nationale de Singapour
- la School of Public Policy and Management de l'Université Tsinghua